# Butler, Quận Clark, Wisconsin
Butler là một thị trấn thuộc quận Clark, tiểu bang Wisconsin, Hoa Kỳ. Năm 2010, dân số của thị trấn này là 92 người.